# Museo de Arte Contemporáneo (Basilea)
El Museo de Arte Contemporáneo (en alemán Museum für Gegenwartskunst) de Basilea fue inaugurado en 1980 como el primer centro de exposición público en Europa dedicado exclusivamente a la producción y práctica artística de la década de 1960. Además de los clásicos medios como la pintura o la escultura también incluye una muestra de videoarte. Las joyas de la colección están compuestas por las obras de Joseph Beuys, Bruce Nauman, Rosemarie Trockel, Jeff Wall y el arte americano contemporáneo (Robert Gober, Elizabeth Peyton, Matthew Barney). El Schaulager, ubicado en Muttenz, alberga desde el año 2003 las obras no expuestas de la Fundación Emanuel Hoffmann.